# Epidendrum funckii
Epidendrum funckii là một loài thực vật có hoa trong họ Lan. Loài này được Rchb. f. mô tả khoa học đầu tiên năm 1849.